# Lijst van bestandsextensies
Deze lijst van bestandsextensies geeft een overzicht van bestandsextensies zoals die in de informatica worden gebruikt. In het Unix-besturingssysteem, en dus ook bij GNU/Linux, bestaan bestandsextensies meestal uit kleine letters. In DOS-systemen kan een bestand maar één extensie hebben, die maximaal drie tekens bevat. Hoewel deze restrictie tegenwoordig bij Windows niet meer bestaat, worden ook onder Windows bestandsextensies vaak beperkt tot 3 of soms 4 tekens. Een bestandsextensie kan gekoppeld worden aan meerdere bestandsformaten. Een bestandsextensie kan dus andere inhoud hebben, terwijl een bestandsformaat altijd een bepaald type inhoud bevat.

## A
| Extensie     | Betekenis(sen)                                                                        |
| ------------ | ------------------------------------------------------------------------------------- |
| A01, A02 etc | Vervolgbestand van een gesplitst ARJ-archief                                          |
| AAC          | Muziekextensie van Apple                                                              |
| ACCDB        | Bestand van Microsoft Office Access 2007+                                             |
| ACE          | gecomprimeerd ACE-archief                                                             |
| ACL          | AutoCorrect List File, gebruikt door Microsoft Office                                 |
| ACT          | Actor-bestand voor Microsoft Office                                                   |
| ADF          | Amiga Disk File (Image)-bestand                                                       |
| AEP          | After Effects-project                                                                 |
| AESL         | Aseba-broncode                                                                        |
| AD3          | Adres 2000-adresbestand                                                               |
| AGR          | ASCII ArcInfo Grid                                                                    |
| AHK          | Autohotkeyscriptbroncode                                                              |
| AI           | Adobe Illustrator Artwork                                                             |
| AIFF, AIF    | AIFF-audiobestand                                                                     |
| AIT          | Adobe Illustrator-sjabloon                                                            |
| ANI          | Geanimeerde muisaanwijzer (Microsoft Windows)                                         |
| AOB          | Audio-bestand.                                                                        |
| APE          | Monkey's Audio, 'lossless' gecomprimeerd audioformaat                                 |
| APK          | Android installatiepakket, toepassing die kan geïnstalleerd worden onder Android.     |
| ARJ          | gecomprimeerd ARJ-archief.                                                            |
| AS           | Actionscript-broncode                                                                 |
| ASC          | ASCII-bestand (soms gebruikt in plaats van TXT)                                       |
| ASF          | Windows Media-bestand                                                                 |
| ASM          | Assembly-broncode                                                                     |
| APP          | Application - Mac OS X programmabestand (eigenlijk een pakket)                        |
| ASP          | Active Server Pages (Microsoft Windows)                                               |
| ASCX         | ASP.NET-bestand voor een usercontrol                                                  |
| ASMX         | ASP.NET-webservicebestand                                                             |
| ASPX         | ASP.NET-paginabestand                                                                 |
| AU           | AU-audiobestand (au), Indeling voor geluidsbestanden ontwikkeld door Sun Microsystems |
| AVI          | Windows-videobestand (avi), audio video interleaved                                   |
| AVIF         | Gecomprimeerd grafisch bestand (AV1 Image File)                                       |
| AXA          | Annodex File (axa)                                                                    |
| AXV          | Annodex File (axv)                                                                    |

## B
| Extensie | Betekenis(sen) |
| -------- | --- |
| BAK      | Back-up-bestand van Outlook Express en diverse andere programma's |
| BAS      | BASIC-broncode |
| BAT      | Uitvoerbaar DOS-script (batchbestand) |
| BIB      | BibTeX-bestand (bibliografie voor TeX/LaTeX) |
| BIN      | Binair bestand |
| BK!      | Back-up-bestand in WordPerfect |
| BKF      | Microsoft back-up-bestand |
| BMP      | Niet-gecomprimeerd grafisch bestand |
| BSP      | Binary space partition, bestand voor het opslaan van de kaarten in spellen als: Quake, Doom of Half-Life. Ook staat het voor Basic scripting pages, een VBA-compatibele scripttaal die gebruikt wordt in de Arachnoware enterprise webserver. |
| BZ2      | Gecomprimeerd bzip2-archief |

## C
| Extensie | Betekenis(sen) |
| -------- | --- |
| C        | C-broncode |
| CAB      | Cabinet bestand |
| CBR      | Comic Book RAR-bestand, gecomprimeerde afbeeldingen om stripverhalen op te slaan, veelal gekoppeld aan CDisplay |
| CDR      | CorelDRAW-tekeningbestand |
| CFG      | Configuratiebestand: een (tekst)bestand waarin allerlei programma-instellingen worden opgeslagen |
| CHM      | Help-bestand (vanaf Windows 98) |
| CHT      | een cheatbestand |
| CLASS    | Gecompileerd javabestand, uitvoerbaar met Java Virtual Machine |
| CLS      | broncode van een class-module in Visual Basic |
| CMD      | Uitvoerbaar NT/XP-script |
| CML      | Bestand opgemaakt in Chemical Markup Language |
| COM      | Uitvoerbaar programma. Een COM-bestand heeft een eenvoudige indeling en is maximaal 64 kB groot, in tegenstelling tot een EXE-bestand. In werkelijkheid wordt de indeling van een bestand echter niet herkend aan de extensie maar aan de inhoud, men kan dus zonder bezwaar de extensie COM veranderen in EXE of andersom. |
| CPP      | C++-broncode |
| CPT      | Corel PHOTO-PAINT-afbeelding |
| CRW      | Canon RAW |
| CS       | C#-broncode |
| CSO      | Gecomprimeerde ISO |
| CSPROJ   | C#-projectbestand |
| CSS      | Cascading Style Sheet (CSS), opmaakinformatie voor webpagina's |
| CSV      | "Comma separated values"-bestand (kommagescheiden databestand) |
| CTL      | broncode van een "user control", Visual Basic |
| CTX      | bitmaps behorende bij een "user control", Visual Basic |
| CUR      | Muisaanwijzer (Microsoft Windows) |
| CWK      | AppleWorks-bestand |
| CWS      | AppleWorks-sjabloon |
| C4D      | Cinema 4D-bestand |

## D
| Extensie | Betekenis(sen) |
| -------- | --- |
| DAA      | Schijfimage |
| DAT      | Databasebestand: doorgaans een bestand met ruwe data                                                                                             |
| DATA     | Databestand met ruwe data, kan ook een databasebestand zijn.                                                                                     |
| DS_STORE | (Desktop Services Store) Verborgen bestand, gebruikt in Mac OS X, dat vooral eigenschappen van een map, zoals de achtergrondafbeelding, opslaat. |
| DB       | Databasebestand |
| DBF      | Databasebestand - dBase, Clipper, dbFast |
| DBT      | Databasebestand met memovelden - dBase, Clipper, dbFast                                                                                          |
| DCL      | Beschrijft de opmaak van dialog-vensters voor het programma AutoCAD                                                                              |
| DDX      | Afbeelding voor Microsoft DirectX |
| DBX      | Outlook Express-bestanden |
| DGN      | MicroStation-tekeningbestand |
| DLL      | Dynamically Linked Library: bibliotheekbestand                                                                                                   |
| DMG      | Macintosh OS X Disk Copy Disk Image File (Apple Inc.)                                                                                            |
| DNG      | Digital Negative open archiveringsindeling voor RAW gegevens van digitale camera's                                                               |
| DOC      | Tekstdocument van Microsoft Word versie 97-2003 en WordPerfect versie 4 of lager.                                                                |
| DOCX     | Document van Microsoft Word versie 2007 en hoger, zie Office Open XML                                                                            |
| DOT      | Sjabloondocument van Microsoft Word versie 97-2003                                                                                               |
| DOTX     | Sjabloondocument van Microsoft Word versie 2007 en hoger                                                                                         |
| DRV      | Driver (stuurprogramma) |
| DSS      | Digital Speech Standard, een propriëtaire standaard voor digitale spraakopnamen.                                                                 |
| DVR-MS   | Televisieprogramma opgenomen met Microsoft-technologie (dvr-ms)                                                                                  |
| DWF      | Design Web Format, een door Autodesk ontwikkeld niet-bewerkbaar formaat voor uitwisseling van CAD-tekeningen                                     |
| DWFx     | Functionaliteit als DWF, indeling is echter gebaseerd op Microsoft XML                                                                           |
| DWG      | AutoCAD-tekeningbestand (DraWinG) |
| DWT      | AutoCAD-sjabloon (DraWing Template) |
| DXF      | uitwisselingsformaat voor CAD-tekeningen (Drawing eXange Format)                                                                                 |

## E
| Extensie | Betekenis(sen) |
| -------- | --- |
| E00      | Arc/Info-exportformaat                                                                                                |
| EAR      | Enterprise ARchive, bevat een J2EE-applicatie                                                                         |
| ECE      | Escenic Content Engine                                                                                                |
| EGP      | SAS Enterprise Guide Project                                                                                          |
| EMF      | Enhanced Meta File (vectorafbeelding)                                                                                 |
| EML      | Opgeslagen mailbericht                                                                                                |
| ENC      | Encore-muziekbestand                                                                                                  |
| EPC      | Emit IT Puntenwolkbestand (Pointcloud)                                                                                |
| EPS      | Encapsulated PostScript                                                                                               |
| EPUB     | Open EBook Format |
| EV3      | Bestand van LEGO Mindstorms EV3                                                                                       |
| EXE      | Executable, uitvoerbaar bestand onder Windows en MS-DOS (en daarvan afgeleide en compatible systemen, zoals ReactOS). |

## F
| Extensie | Betekenis(sen)                                                                       |
| -------- | ------------------------------------------------------------------------------------ |
| FBX      | 3D-formaat, veelal gebruikt voor motion capture data                                 |
| FDB      | Portfolio-document                                                                   |
| FFA      | FastFind-statusbestand. Onderdeel van de "Bestand Open"-dialoog van Microsoft Office |
| FLA      | Flash-document                                                                       |
| FLAC     | FLAC-bestand (flac)                                                                  |
| FLI      | Animatie                                                                             |
| FLC      | Animatie                                                                             |
| FLV      | Flash-videobestand                                                                   |
| FPX      | Kodak FlashPix-afbeelding                                                            |
| FRM      | rapportsjabloon van dBase - broncode van een scherm in een Visual Basic-project      |
| FRX      | bitmaps behorende bij een scherm in een Visual Basic-project                         |

## G
| Extensie | Betekenis(sen) |
| -------- | --- |
| Gadget   | Windows-gadgetbestand |
| GAMIN    | GAMMESS Input |
| GAU      | Gaussian Cartesian Input |
| GZMAT    | Gaussian Z-matrix Input |
| GED      | Gedcom-formaat voor stambomen |
| GGB      | Bestand gemaakt met GeoGebra |
| GIF      | Gecomprimeerd grafisch bestand, zie GIF, niet bedoeld voor foto's |
| GID      | Indexbestand van een Windows HLP-bestand |
| GMD      | GameMaker 5.x File |
| GM6      | Gamemaker 6.x File |
| GMK      | Gamemaker 7.x en 8.x File |
| GMX      | GameMaker: Studio 1.x File |
| GB1      | Back-up-bestand voor Gamemaker x.x (GB1 is de recentste back-up, GB2 de op een na recentste back-up, GB3 op twee na, ...)                                                                                 |
| GZ       | Bestand gecomprimeerd met gzip |
| GB       | Gameboy ROM-bestand. Heeft dezelfde functie als een GBC-bestand. Alle door Nintendo uitgebrachte spellen die voor de Game Boy Color zijn gemaakt zijn van oorsprong nooit GB-bestanden.                   |
| GBC      | Game Boy Color ROM-bestand. Het heeft geen invloed op de ROM als de extensie wordt gewijzigd in een GB-bestand, alhoewel sommige programma's alleen maar GBC-bestanden kunnen laden en geen GB-bestanden. |
| GBA      | Gameboy Advance ROM / Slot 2-bestand. Spel voor de Gameboy Advance dat ook werkt op diverse emulators zoals Visual Boy Advance.                                                                           |
| GCODE    | Pad dat de 3D-printer moet afleggen |

## H
| Extensie | Betekenis(sen)                                                               |
| -------- | ---------------------------------------------------------------------------- |
| H        | Headerbestand ten behoeve van de C of C++-compiler                           |
| HDF      | Amiga harddisk file                                                          |
| HLP      | Help-bestand voor Windows                                                    |
| HTM      | Bestand geschreven in HyperText Markup Language, opmaaktaal voor webpagina's |
| HTML     | Bestand geschreven in HyperText Markup Language, opmaaktaal voor webpagina's |

## I
| Extensie | Betekenis(sen)                                                                                                |
| -------- | --- |
| ICS      | iCalendar-bestand                                                                                             |
| ICNS     | icoonbestand voor Mac OS X                                                                                    |
| IFC      | De Industry Foundation Classes (IFC) standaard is een neutrale en open specificatie van bouwkundige objecten. |
| ICO      | Icoon-/pictogrambestand                                                                                       |
| IFO      | Informatiebestand voor een dvd                                                                                |
| IGX      | iGrafx-bestand                                                                                                |
| IMG      | Installatiebestand                                                                                            |
| INDD     | Adobe InDesign-document                                                                                       |
| INDT     | Adobe InDesign-sjabloon                                                                                       |
| INF      | Bestand met installatiegegevens van een Windows-stuurprogramma.                                               |
| INC      | Invoegbestand voor broncode.                                                                                  |
| INI      | Instellingenbestand, vooral voor Windows.                                                                     |
| INX      | InDesign Interchange-bestand                                                                                  |
| ISO      | schijfimage (een exacte kopie van een optisch medium)                                                         |

## J
| Extensie  | Betekenis(sen)                                                   |
| --------- | ---------------------------------------------------------------- |
| JAR       | Gecomprimeerd archief voor Java-bestanden, zie JAR.              |
| JAVA      | java-broncode                                                    |
| JPG, JPEG | Gecomprimeerd grafisch bestand, zie JPEG, bruikbaar voor foto's. |
| JSON      | Javascript Object Notation, zie JSON.                            |
| JSP       | Java Server Pages                                                |
| JS        | JavaScript-tekstbestand                                          |

## K
| Extensie | Betekenis(sen)                                          |
| -------- | ------------------------------------------------------- |
| KAR      | Karaoke-bestand                                         |
| KEY      | Presentatiedocument voor Keynote (eigenlijk een pakket) |
| KML      | Google Earth-placemark-bestand                          |
| KMZ      | Gecomprimeerd Google Earth-placemark-bestand            |

## L
| Extensie | Betekenis(sen) |
| -------- | --- |
| LNK      | Link-snelkoppeling naar een bestand, map, schijf of website. De Verkenner van Windows 10 toont deze extensie niet, zelfs niet als de extensies van andere files zichtbaar worden gemaakt. |
| LOG      | Voor een loggingbestand, extensie die onder andere bij het SAS-systeem wordt gebruikt |
| LSP      | Lisp-routine |
| LST      | Lijstbestand (meestal platte tekst) |
| LUA      | Lua-programma |
| LY       | LilyPond-bestand |

## M
| Extensie    | Betekenis(sen) |
| ----------- | --- |
| M           | Bestand van Matlab |
| M3U         | Playlist |
| M4A         | Onbeveiligd MPEG4-audiobestand, bijvoorbeeld gebruikt door iTunes |
| M4B         | Beveiligd audiobestand, gebruikt door iTunes voor audioboeken |
| M4P         | Beveiligd MPEG4-audiobestand, bijvoorbeeld gebruikt door iTunes |
| MAK         | Makefile /ook gebruikt voor onder andere inhoud van een project in Visual Basic (standaard t/m versie 4) |
| MAP         | MAPIMAIL-bestand |
| MBR         | Master boot record-bestand, alternatieve bootloader |
| MCPACK      | Een Geëxporteerd Texture Pack in Minecraft For Windows 10 |
| MCWORLD     | Een Geëxporterde wereld in Minecraft For Windows 10 |
| MD          | Een Markdown-document |
| MDB         | Bestand van Microsoft Access (tot en met versie 2003) |
| MDE         | Gecodeerd uitvoerbaar bestand van Microsoft Access |
| MDF         | Databasebestand van Microsoft SQL Server; memobestand van dBase |
| MID         | MIDI-bestand |
| MIDI        | MIDI-bestand |
| MIG         | Migratie-bestand van Windows via programma Windows Easy Transfer |
| MIX         | Bestand van Microsoft PhotoDraw |
| MHT         | Webarchive, een bestand waar een hele webpagina inclusief plaatjes in opgeslagen kan worden |
| MKV         | Videocontainerformaat (Blu-ray-bestand) (onder meer af te spelen met VLC Media Player) |
| MM          | Bestand voor het toevoegen van add-ons aan Mercury Messenger |
| MOL         | MDL Molfile |
| MOL2        | Sybyl Mol2 file |
| MOV         | Videobestand (QuickTime) |
| MP3         | Gecomprimeerd muziekbestand. |
| MP4         | Gecomprimeerd videobestandstype. Het MP4-formaat ofwel MPEG4 wordt veelal gebruikt voor mobiele telefoons, camera's en videowalkmans met real-time video-opnamefunctionaliteit. Achterliggende codecs zijn DivX en Xvid                                |
| MPG, MPEG   | Gecomprimeerd videobestand |
| MPV2, MP2VE | MPEG |
| MSG         | E-mail-bestand van Microsoft Office Outlook |
| MSM         | Windows Installer Merge Module |
| MSI         | Bestandsformaat gebruikt door Windows Installer |
| MSP         | Bestandsformaat gebruikt door Windows Installer |
| MST         | Bestandsformaat gebruikt door Windows Installer |
| MSWMM       | Bestandsformaat gebruikt door Windows Movie Maker |
| MTS         | Mpeg Transport Stream, High-definition MPEG Transport Stream video format, gewoonlijk "AVCHD" genoemd, gebruikt door Sony, Panasonic, en andere HD camcorders; gebaseerd op de MPEG-2 transport stream en ondersteunt 720p en 1080i HD video formaten. |
| MUS         | Bestandsformaat voor muzieknotatie gebruikt door Harmony Assistant |
| MYR         | Bestandsformaat voor muzieknotatie gebruikt door Melody Assistant |

## N
| Extensie | Betekenis(sen) |
| -------- | --- |
| NCD      | Nero Cover Design-bestand |
| NDS      | Nintendo DS/R4-bestand. Wordt door Nintendo toegepast in een Slot 1-cartridge.                                                 |
| NDX      | Indexbestand voor databases van dBase                                                                                          |
| NEF      | Nikon RAW-bestand (Nikon Electronic Format)                                                                                    |
| NFO      | Informatiebestand ten behoeve van Microsoft-installatie, ook algemeen gebruikt                                                 |
| NI       | Soort installatiebestand, te vinden in de systeemmap van Windows computers, het zijn de basisreferencies bij het programmeren. |
| NRG      | Image-bestand om het bestand met bijvoorbeeld Nero-software op een cd te branden                                               |
| NTX      | Indexbestand voor databases van Clipper                                                                                        |
| NUV      | NuppelVideo |
| NW       | NWChem Input |
| NZB      | Usenet index-bestanden welke door steeds meer newsreaders gelezen kunnen worden                                                |

## O
| Extensie | Betekenis(sen)                                                                              |
| -------- | ------------------------------------------------------------------------------------------- |
| OBJ      | Gecompileerde nog niet gelinkte code                                                        |
| ODB      | OpenDocument Base - OpenOffice.org Base, LibreOffice Base e.a.                              |
| ODF      | OpenDocument Formule - OpenOffice.org Math e.a.                                             |
| ODG      | OpenDocument Graphics - OpenOffice.org Draw e.a.                                            |
| ODM      | OpenDocument Main - OpenOffice.org e.a.                                                     |
| ODP      | OpenDocument Presentation - OpenOffice.org Impress e.a.                                     |
| ODS      | OpenDocument Spreadsheet - OpenOffice.org Calc, KSpread e.a.                                |
| ODT      | OpenDocument Text - OpenOffice.org Writer, KWord e.a.                                       |
| OGA      | Ogg Vorbis-bestand (audio)                                                                  |
| OGG      | Ogg-bestand, gecomprimeerd audio- of videobestand                                           |
| OGV      | Ogg Theora-bestand (video)                                                                  |
| OPS      | Microsoft Office Wizard Mijn instellingen opslaan-bestand                                   |
| OPUS     | .opus, een audiocompressieformaat ontwikkeld door IETF                                      |
| ORA      | Oracle Configuration of Open RAster (grafisch formaat)                                      |
| ORG      | Bestanden van Lotus Organizer                                                               |
| OST      | Gegevensbestand voor Microsoft Office/Exchange, bestand met offline mappen Microsoft Office |
| OTG      | OpenDocument Template Graphics - OpenOffice.org Draw e.a.                                   |
| OTH      | OpenDocument Template HTML - OpenOffice.org HTML-sjabloon e.a.                              |
| OTF      | Open Type Font                                                                              |
| OTP      | OpenDocument Template Presentation - OpenOffice.org Impress e.a.                            |
| OTS      | OpenDocument Template Spreadsheet - OpenOffice.org Calc e.a.                                |
| OTT      | OpenDocument Template Text - OpenOffice.org Writer e.a.                                     |
| OVR      | Gecompileerde bestanden van een CA-DBFAST-programma                                         |

## P
| Extensie | Betekenis(sen)                                                                          |
| -------- | --------------------------------------------------------------------------------------- |
| PAB      | Officedatabestand                                                                       |
| PACKAGE  | Bestand waarmee Spore en De Sims-spellen gemaakt zijn                                   |
| PAC      | Bestand om een of meer proxy's voor een webbrowser te configureren                      |
| PAGES    | Document van Pages (eigenlijk een pakket)                                               |
| PAS      | Pascal-broncode                                                                         |
| PCM      | Pulse-code modulation, niet gecomprimeerd geluidsbestand                                |
| PDB      | Protein Data Bank file                                                                  |
| PDF      | Portable document format van Adobe                                                      |
| PHP      | "PHP Hypertext Preprocessor"-paginabestand                                              |
| PLT      | Plot- of printbestand                                                                   |
| PNG      | Gecomprimeerd grafisch bestand, zie Portable network graphics.                          |
| PPS      | Diashow van Microsoft Powerpoint                                                        |
| PPT      | Presentatiedocument voor Microsoft Powerpoint versie 97-2003                            |
| PPTX     | Presentatiedocument voor Microsoft Powerpoint, versie 2007 en hoger                     |
| PRG      | dBase-script, niet gecompileerd bestand van een Clipper- of CA-DBFAST-programma         |
| PRPROJ   | Adobe Premiere-project                                                                  |
| PS       | PostScriptbestand                                                                       |
| PS1      | Een scriptbestand voor PowerShell                                                       |
| PSD      | PhotoShop Document; grafisch werkbestand voor Adobe Photoshop                           |
| PSB      | PhotoShop Big; grafisch werkbestand voor grote bestanden voor Adobe Photoshop           |
| PSP      | Paint Shop Pro                                                                          |
| PST      | Gegevensbestand voor Microsoft office, bestand met persoonlijke mappen Microsoft Office |
| PY       | Een scriptbestand voor Python                                                           |
| PYT      | Pythagoras-tekeningbestand                                                              |

## Q
| Extensie | Betekenis(sen)               |
| -------- | ---------------------------- |
| QIC      | Reservekopie-set voor Backup |
| QPG      | WordPerfect-beeldbestand     |
| QRY      | database query-bestand       |
| QUE      | Scheduler Queue object       |
| QXD      | QuarkXpress-document         |

## R
| Extensie | Betekenis(sen) | Gebruikt door                      |
| -------- | --- | ---------------------------------- |
| R01, R02 | Deel van een WinRAR-archief | WinRAR                             |
| RAM      | Playlist |                                    |
| RAR      | Gecomprimeerd RAR-archief | WinRAR, 7-Zip                      |
| RAW      | RAW duidt op een methode om afbeeldingen, gemaakt door een digitale camera op te slaan. De meeste raw-formaten gebruiken echter een andere extensie dan RAW.        | Adobe Photoshop                    |
| REG      | Registervermelding |                                    |
| RLE      | Run-length encoding, gecomprimeerde bitmap (BMP) |                                    |
| RPM      | RPM Package Manager. (Oorspronkelijk Red Hat Package Manager). Een softwarepakket dat je op sommige GNU/Linuxdistributies kan gebruiken om software te installeren. |                                    |
| RRR      | Registry Mechanic Backup File geopend door PC Tools Registry Mechanic                                                                                               |                                    |
| RRR      | Rhapzodé Resource Repository gegevensbestand geopend door Alta Vente Rhapzodé PowerPoint compiler.                                                                  |                                    |
| RTF      | Rich Text Format, documentopmaak in ASCII (te vergelijken met DOC)                                                                                                  | LibreOffice, Microsoft Office Word |
| RTFD     | Rich Text Format Directory (eigenlijk een pakket) |                                    |

## S
| Extensie            | Betekenis(sen)                                                                                 |
| ------------------- | ---------------------------------------------------------------------------------------------- |
| SAM                 | Geluidsbestand                                                                                 |
| SAS                 | Programma van het SAS-systeem                                                                  |
| SAS7BCAT            | Catalog-bestand van het SAS-systeem                                                            |
| SAS7BDAT            | Databestand van het SAS-systeem                                                                |
| SAS7BNDX            | Indexbestand voor een databestand van het SAS-systeem                                          |
| SCR                 | AutoCAD-scriptbestand                                                                          |
| SCR                 | Schermbeveiligingsprogramma voor Windows, zelfde indeling als EXE                              |
| SD7                 | Seed7-broncode                                                                                 |
| SDA                 | Grafisch bestand voor StarDraw (versie 5-)                                                     |
| SDC                 | Spreadsheetdocument voor StarCalc (versie 5-)                                                  |
| SDD                 | Presentatiedocument voor StarImpress (versie 5-) en grafisch bestand voor StarDraw (versie 5-) |
| SDP                 | Presentatiedocument voor StarImpress (versie 5-)                                               |
| SDW                 | Tekstdocument voor StarWriter (versie 5-)                                                      |
| SEA                 | Self Extracting Archive, compressiebestand                                                     |
| SLN                 | Solution-bestand van Microsoft Visual Studio                                                   |
| SHP                 | Shapefile ArcGis-exportbestand                                                                 |
| SHW                 | Presentatiedocument voor Corel Presentations                                                   |
| SHX                 | Shapefile-index                                                                                |
| SID                 | MrSID-bestand                                                                                  |
| SIT / SITX          | StuffIt-compressiebestand                                                                      |
| SKB                 | SketchUp-back-up-bestand                                                                       |
| SKP                 | SketchUp-bestand                                                                               |
| SnapfireShow        | Snapfire-fotopresentatie                                                                       |
| SnapfireShowProject | Bewerkbare Snapfire-presentatie                                                                |
| SO                  | Shared object, een bibliotheek in Linux                                                        |
| SPX                 | Ogg-bestand                                                                                    |
| SQL                 | Database sql-bestand                                                                           |
| SRT                 | Ondertitel                                                                                     |
| SS                  | Spinnaker Splash (tekenprogramma)                                                              |
| SSP                 | Photostage Slideshow Project                                                                   |
| SVG                 | Scalable Vector Graphics, vectorieel afbeeldingsbestand                                        |
| SVGZ                | gecomprimeerd SVG-bestand                                                                      |
| SWF                 | Flash-film                                                                                     |
| SWP                 | Linux swapbestand                                                                              |
| SXC                 | Spreadsheetdocument voor OpenOffice.org Calc en StarCalc (versie 6+)                           |
| SXD                 | Grafisch bestand voor OpenOffice.org Draw en StarDraw (versie 6+)                              |
| SXI                 | Presentatiedocument voor OpenOffice.org Impress en StarImpress (versie 6+)                     |
| SXW                 | Tekstdocument voor OpenOffice.org Writer en StarWriter (versie 6+)                             |
| SYS                 | Systeem-apparaatdriver                                                                         |

## T
| Extensie   | Betekenis(sen) |
| ---------- | --- |
| T2K        | Opgeslagen overhoring van Teach2000 |
| T64        | Emulatorbestand |
| TAR        | Tape ARchive: Niet-gecomprimeerd archief voor Unix- en GNU/Linux-systemen. (tarball)                                                                              |
| TBS        | Is een opstartscherm-bestand van TuneUp |
| TEX        | TeX- of LaTeX-bestand |
| TGA        | grafisch bestandsformaat van Truevision |
| TGZ        | Tape archive: gecomprimeerde TAR met gzip-compressie. Dit is een verkorte schrijfwijze van de dubbele extensie .tar.gz                                            |
| THM        | Thumbnail van een filmpje om dit op een digitale camera te kunnen laten zien                                                                                      |
| TIF / TIFF | Tagged Image File, formaat voor bitmapafbeeldingen. |
| TMP        | Tijdelijk bestand |
| TORRENT    | Bestand dat gebruikt wordt voor het BitTorrent-protocol, waar onder andere de programma's Popcorntime, µtorrent, Vuze, LimeWire, en Transmission van gebruikmaken |
| TTF        | TrueType-font, lettertypebestand |
| TXT        | Text, platte tekst, met als tekencodering bijvoorbeeld ANSI, UTF-8 of UTF-16                                                                                      |
| TPL        | Template-bestand, wordt vaak in HTML geschreven |
| TS         | TypeScript-tekstbestand |

## U
| Extensie | Betekenis(sen)                                  |
| -------- | ----------------------------------------------- |
| URL      | Snelkoppeling naar een website op het internet. |

## V
| Extensie | Betekenis(sen)                                                       |
| -------- | -------------------------------------------------------------------- |
| VBP      | Visual Basic-project (v.a. versie 5)                                 |
| VBW      | project-afhankelijke instellingen, Visual Basic (v.a. versie 5)      |
| VBS      | VBScript, wordt uitgevoerd door Windows Scripting Host               |
| VCF      | Bestandstype vCard, ter uitwisseling van persoonsgegevens            |
| VDJ      | Virtual DJ, bestand met een Virtual DJ audio-sample.                 |
| VI       | Virtual Instrument, bestand gemaakt met NI LabView                   |
| VIR      | Bestand met een virus (aangemaakt door sommige antivirusprogramma's) |
| VOC      | Geluidsbestand                                                       |
| VOB      | Filmbestand                                                          |
| VRO      | zelfopgenomen videobestand                                           |
| VSM      | VisSim Visual Simulation Model                                       |
| VSQ      | Een Vocaloid 2-project zonder wave-bestand                           |
| VSQX     | Een Vocaloid 3-project zonder wave-bestand                           |

## W
| Extensie   | Betekenis(sen)                                                                                  |
| ---------- | ----------------------------------------------------------------------------------------------- |
| W3M        | Warcraft 3 Map Blizzard Entertainment                                                           |
| W3X        | Warcraft 3 Frozen Throne Map                                                                    |
| WAD        | (Where's All the Data?) Bestand om level-designs in op te slaan voor de spellen Doom en Doom II |
| WAR        | Web ARchive, bevat een J2EE-webapplicatie                                                       |
| WAV        | Windows-geluidsbestand (wav), Niet-comprimeerd geluidsbestand, zie WAV                          |
| WAX        | Audiobestand                                                                                    |
| WBMP       | Niet-gecomprimeerd grafisch bestand voor telefoons                                              |
| WEBARCHIVE | Opgeslagen webpagina van Safari (eigenlijk een pakket)                                          |
| WEBLOC     | Opgeslagen hyperlink van Safari                                                                 |
| WEBM       | Een WebM-video                                                                                  |
| WEBP       | Een WebP-afbeelding                                                                             |
| WMA        | Windows Media Audio-bestand (wma), audiobestand                                                 |
| WMF        | Windows Metafile                                                                                |
| WMV        | Windows media-videobestand (wmv), videobestand                                                  |
| WPD        | tekstbestand, WordPerfect                                                                       |
| WP6        | tekstbestand, WordPerfect 6.0                                                                   |
| WPG        | beeldbestand, Corel Presentations                                                               |
| WPL        | Windows Playlist, Windows Media Player                                                          |
| WPS        | Works-document                                                                                  |
| WPT        | Works-sjabloon                                                                                  |
| WRI        | Microsoft Write                                                                                 |
| WRL        | VRMLbestand                                                                                     |
| WVX        | Videobestand                                                                                    |
| WWF        | Documenttype ontwikkeld door het Wereld Natuur Fonds                                            |

## X
| Extensie | Betekenis(sen)                                                                                  |
| -------- | ----------------------------------------------------------------------------------------------- |
| X3D      | 3D-bestand, opvolger VRML                                                                       |
| XAB      | Microsoft Mail adres boek                                                                       |
| XAR      | Grafisch bestand voor Xara X en Xara Xtreme                                                     |
| XBM      | Grafisch bestand voor het X Window System                                                       |
| XCF      | Grafisch bestand voor GIMP                                                                      |
| XIF      | Grafisch beeld document                                                                         |
| XLA      | Microsoft Excel add-in                                                                          |
| XLB      | Microsoft Excel worksheet back-up                                                               |
| XLC      | Microsoft Excel kaart                                                                           |
| XLD      | Microsoft Excel dialog blad                                                                     |
| XLK      | Microsoft Excel-back-upbestand                                                                  |
| XLL      | Microsoft Excel XLL add-In                                                                      |
| XLS      | Spreadsheetdocument voor Microsoft Excel                                                        |
| XLSX     | Spreadsheetdocument van Microsoft Excel, versie 2007 en hoger                                   |
| XLT      | Spreadsheet-sjabloondocument voor Microsoft Excel                                               |
| XLV      | Microsoft Excel vba Module                                                                      |
| XLW      | Microsoft Excel workspace                                                                       |
| XNB      | .NET XNA afbeelding                                                                             |
| XWB      | WaveBank                                                                                        |
| XNK      | Exchange shortcut                                                                               |
| XSD      | XML-Schemadefinitietaal                                                                         |
| XPI      | xpi, een zipbestand dat gebruikt wordt om uitbreidingen voor Mozilla-producten te installeren.  |
| XPS      | XML Paper Specification - Formaat voor elektronische documenten (onder andere in Windows Vista) |
| XSL      | Extensible Stylesheet Language                                                                  |
| XML      | Extensible Markup Language                                                                      |
| XHTML    | Extensible HyperText Markup Language, opvolger van HTML                                         |
| XXE      | xxencoded-bestand                                                                               |
| XYZ      | XYZ molecule file                                                                               |

## Y
| Extensie | Betekenis(sen)    |
| -------- | ----------------- |
| Y        | Yacc-specificatie |

## Z
| Extensie | Betekenis(sen)                                                  |
| -------- | --------------------------------------------------------------- |
| ZED      | gecomprimeerd bestandstype van genealogieprogramma My Heritage. |
| ZIP      | gecomprimeerd ZIP-archief, zie: PKZIP en WinZIP.                |

## Overig
| Extensie     | Betekenis(sen)                            |
| ------------ | ----------------------------------------- |
| !UT          | Onvoltooid-gedownloade μTorrent data      |
| 001, 002 etc | Deel van een WinRAR-archief               |
| 007          | een agent van het programma Backweb       |
| 386          | Virtueel-apparaatstuurprogramma           |
| 3DS          | 3ds Max Studio File                       |
| 3IN          | Installatie-informatie van MSN            |
| 3GP          | MPEG-4 voor mobiele telefoon              |
| 3GR          | Beeldschermbesturing voor DOS-programma’s |
| 7z           | 7-Zip-gecomprimeerd bestand               |
| 8            | Broncode voor A86-assembler               |
| 83P          | Databestand voor TI-83                    |
| 8XP          | Databestand voor TI-83+ en hoger          |